# Magach
Magach (em hebraico:  מגח, Ma - GAKH, "aríete") refere-se a uma série de tanques em serviço de Israel. Os tanques são baseadas no M48 americanos e tanques M60 Patton. Magach 1, 2, 3 e 5 são baseados em tanques M48; Magach 6 e 7 são baseadas em tanques M60.

## Historia
Os tanques foram vendidos para a Força de Defesa de Israel (IDF) pela Alemanha Ocidental e mais tarde os Estados Unidos, durante os anos 1960 e 1970. Várias dezenas de tanques M48 da Jordânia, capturados intactos durante a 1967 Guerra dos Seis Dias, também foram encomendados em serviço, acrescentando que Israel já tinha 150 em serviço naquela época. Durante a guerra, os tanques israelenses eram originais (americano) de configuração.
Após a guerra de 1967, várias modificações foram feitas para melhorar o tanque de nível M48A3, resultando com o Magach 3. Estas modificações incluíram a substituição do canhão original de 90 milímetros para um canhão de 105 milímetros L-7britânico , baixando o perfil da torre de comando, atualizado sistema de comunicação, e substituição do motor a gasolina e fraco por um a diesel 750 hp .
Na época de 1973 Guerra do Yom Kippurr eclodiu, cerca de 800 Magach 3 estavam em serviço ativo, além de alguns originais de configuração M60 (Magach 6). Durante a guerra, os tanques sofreram pesadas perdas. A localização do fluido hidráulico inflamável na frente da torre foi descoberta a ser uma vulnerabilidade grave. As perdas da guerra foram substituídos por novos M48A5 (Magach 5) e M60 (Magach 6) durante a década de 1970.
Antes da invasão de 1982 do Líbano (Guerra do Líbano de 1982), os Magach 6 foram equipados com blindagem reativa explosiva (ERA). Mais trabalho tem sido feito no upgrade no Magach 6, incluindo a nova armadura, baseado no Merkava, controle de fogo novo, uma luva térmica para a arma e descargas de fumaça, o que resultou nos Magach 7 que ainda está em uso com a IDF .
Desde os anos 1980 e 1990, os Magachs são gradualmente substituídas por tanques Merkava Linha de frente em Israel e como tanque principal de batalha. No entanto, a grande maioria do corpo de blindados do exército israelense continuou a consistir de variantes Magach até a década de 1990, e o tanque foi continuamente atualizado durante este tempo.
Até todas as unidades do Magachs serem substituídos pelo Merkava. No entanto, o reservatório ainda está em serviço com as unidades de reserva.

## Versões
- M47 Patton

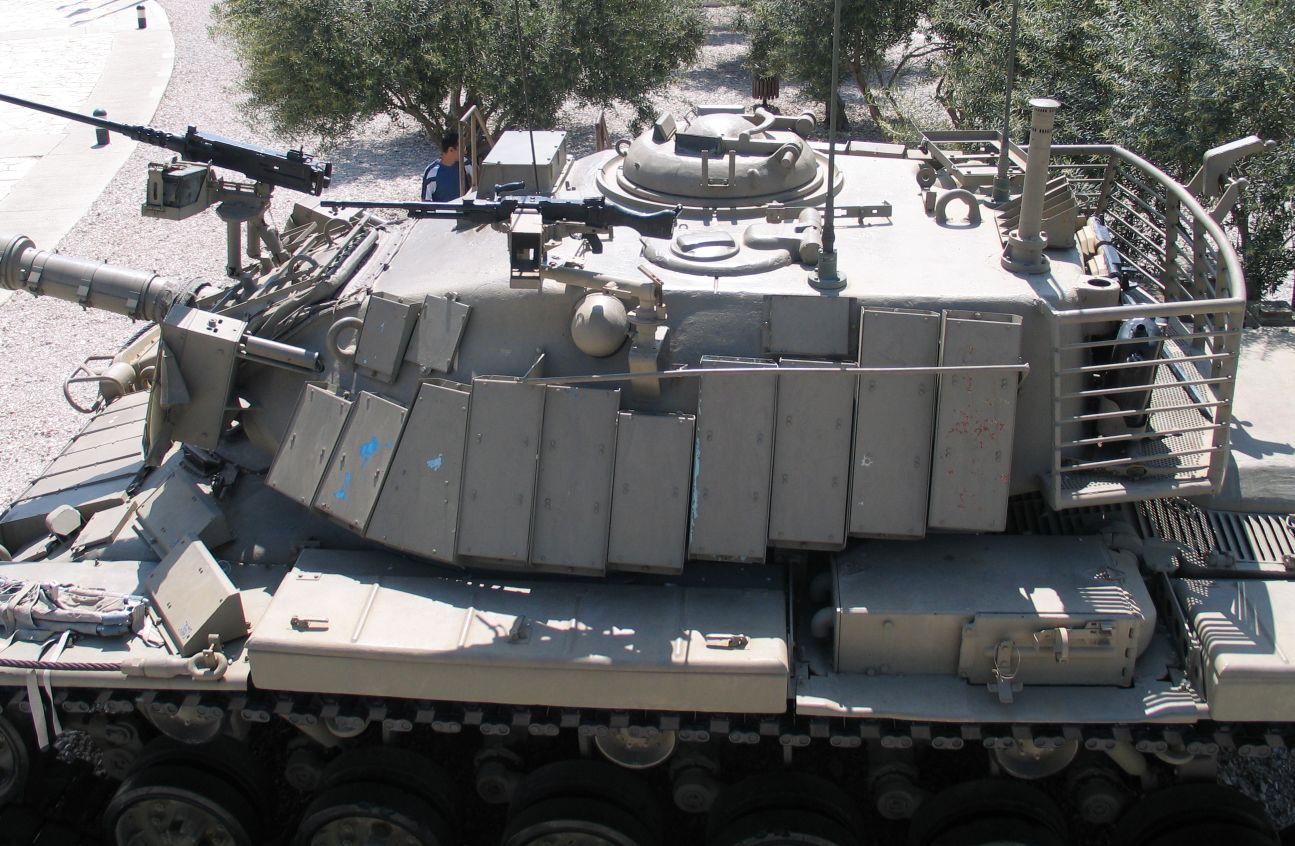
Magach 6 em Yad la-Shiryon Museum, Israel.

Quando em 1950 começou a guerra da Coreia, o carro de combate que deveria substituir o Pershing não estava pronto.
Por isso foi decidido iniciar um programa de emergência, que consistia em colocar a torre do M26 «Pershing» no novo veículo. A viatura foi rapidamente desenvolvida e viria a ser conhecida como M47 «Patton», em homenagem ao general de blindados Patton, que tinha morrido após o final da guerra. O M47 no entanto, não ficou pronto a tempo de entrar em acção na guerra da Coreia. Quando começou a ser entregue, ele era evidentemente inferior ao projecto T42, do qual era afinal um derivado de emergência.
Por esta razão, o M47 foi rapidamente cedido a países aliados logo que o verdadeiro tanque do projecto T42 começasse a ser entregue.
- M48 Patton

O projecto de tanque médio norte-americano conhecido como T42, que tinha sido utilizado como base para a solução de emergência que resultou no M47 continuou a ser desenvolvido paralelamente e em dezembro de 1950 foi assinado um contrato com a Chrysler para completar o veículo. O primeiro deles foi apresentado em dezembro de 1951. A produção começou em 1952 e a viatura foi designada como M48 Patton
O nome Patton é o mesmo do M47, porque este último foi afinal uma solução de emergência que utilizava componentes do mais antigo M26, para permitir o seu rápido desenvolvimento.
Conforme inicialmente previsto, tal como o M26 e o M47, o M48 estava armado com um canhão de 90mm, mas tratava-se de uma nova versão, que se distingue pelo freio de boca.
Distinguem-se as seguintes versões:
- M48 : Versão original derivada do projeto T48
- M48-A1 : Idêntico ao M48 original, mas com modificações ao nível da cúpula, com uma metralhadora 12,7mm numa torreta e uma escotilha para o condutor de maiores dimensões.
- M48-A2 : Este modelo, tentou corrigir o principal defeito dos modelos anteriores, que era a reduzida autonomia. A tentativa de reduzir peso levou a que se reduzissem até os roletes de retorno da esteira, que permitem identificar esta versão.Além desta, foram introduzidas modificações no sistema de transmissão e de injeção de combustível e no novo motor.
- M48-A3 : Versão inicialmente destinada a equiparar o M48 ao M60 com novo motor e sistemas ópticos e de comunicações idênticos. Foi no entanto introduzida sem a peça de 105mm inicialmente prevista. A principal causa foram razões logísticas, como a enorme quantidade de munições que ainda havia disponíveis.
- M48-A4 : Esta versão ficou pelo protótipo e destinava-se a aproveitar as torres que seriam retiradas dos M60, para as substituir pela nova torre armada com uma peça de 152mm capaz de disparar o míssil Shilelag. O atraso nesse programa acabou por levar ao cancelamento do projecto.
- M48-A5 - A versão mais moderna do M48, equipada com peça principal de 105mm.
- M-60

Os Estados Unidos ainda nos anos 60, começaram a retirar os M-48 de serviço e adotaram o M-60, com um canhão mais poderoso de 105mm.
Houve estudos para adaptar um canhão de 155mm numa versão que chegou a entrar ao serviço como M-60A2, mas esta versão era tão complexa que acabou sendo abandonada quando em 1977 foi lançado o M-60A3.
Os Estados Unidos abandonaram o M-60 e substituiram-no pelo M1 Abrams, mas grandes quantidades destes veículos continuaram ao serviço.
- Versões mais recentes

Muito mais recentemente, o M-60 foi completamente modificado e apresentado quase como um novo tanque pela General Dynamics com o tanque 120S
Também Israel que utilizou muitos destes carros de combate, desenvolveu o Sabra, outra versão muito modificada do M-60 que também foi vendida para para a Turquia.